# Надеждино (Тульская область)
Надеждино — деревня в Дубенском районе Тульской области России.
В рамках административно-территориального устройства является центром Надеждинского сельского округа Дубенского района, в рамках организации местного самоуправления включается в Протасовское сельское поселение.

## География
Расположена на реке Дубна (притоке Упы), в 8 км к северо-западу от районного центра, посёлка городского типа Дубна, и в 50 км к западу от областного центра. 

## Население
| 2002 | 2010 |
| ---- | ---- |
| 427  | ↗437 |